# Korona cesarzowej Eugenii

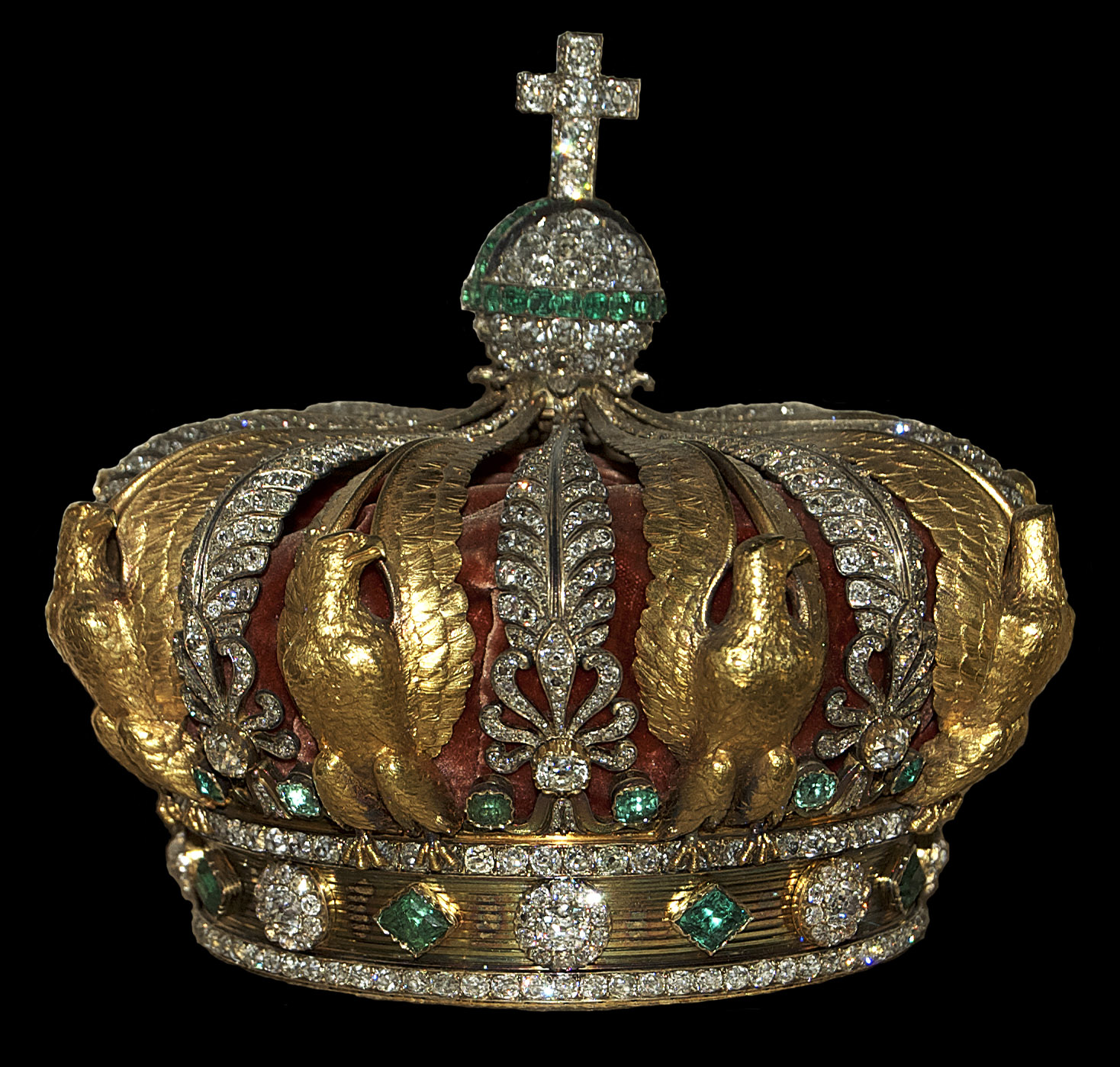
Korona cesarzowej Eugenii

Korona cesarzowej Eugenii, Orla korona – korona cesarska wykonana w 1855 roku dla cesarzowej Eugenii, żony Napoleona III

## Historia
Koronę wykonał francuski jubiler Gabriel Lemonnier, który otrzymał zlecenie na jej zrobienie od Napoleona III. Insygnium to wzorowane jest na Orlej koronie, która powstała w tym samym czasie dla cesarza Francuzów.
W 1870 roku po proklamowaniu we Francji republiki korona cesarzowej Eugenii uniknęła zniszczenia, które spotkało koronę Napoleona III. Powstała bowiem z prywatnych funduszy pary cesarskiej i rząd nie przekazał jej na przetopienie.
Po śmierci cesarzowej Eugenii jej korona do lat 80. XX wieku znajdowała się w rękach prywatnych.
Obecnie przechowywana jest w Galerii Apollina w Luwrze w Paryżu.

## Opis
Korona cesarzowej Eugenii złożona jest z zamykających ją palmetów wysadzanych brylantami oraz rozmieszczonych z nimi na przemian złotych orłów cesarskich. Orły mają skrzydła wzniesione do góry. Na szczycie korony osadzony jest złoty glob wysadzany diamentami i szmaragdami. Całość wieńczy diamentowy krzyż.
W obręczy korony znajdują się kilka dużych szmaragdów i diamentów oraz dwa szeregi mniejszych diamentów, które opasają na około dolna część insygnium. 
W koronie znajduje się łącznie 2480 diamentów i 56 szmaragdów.